# Básti Lajos

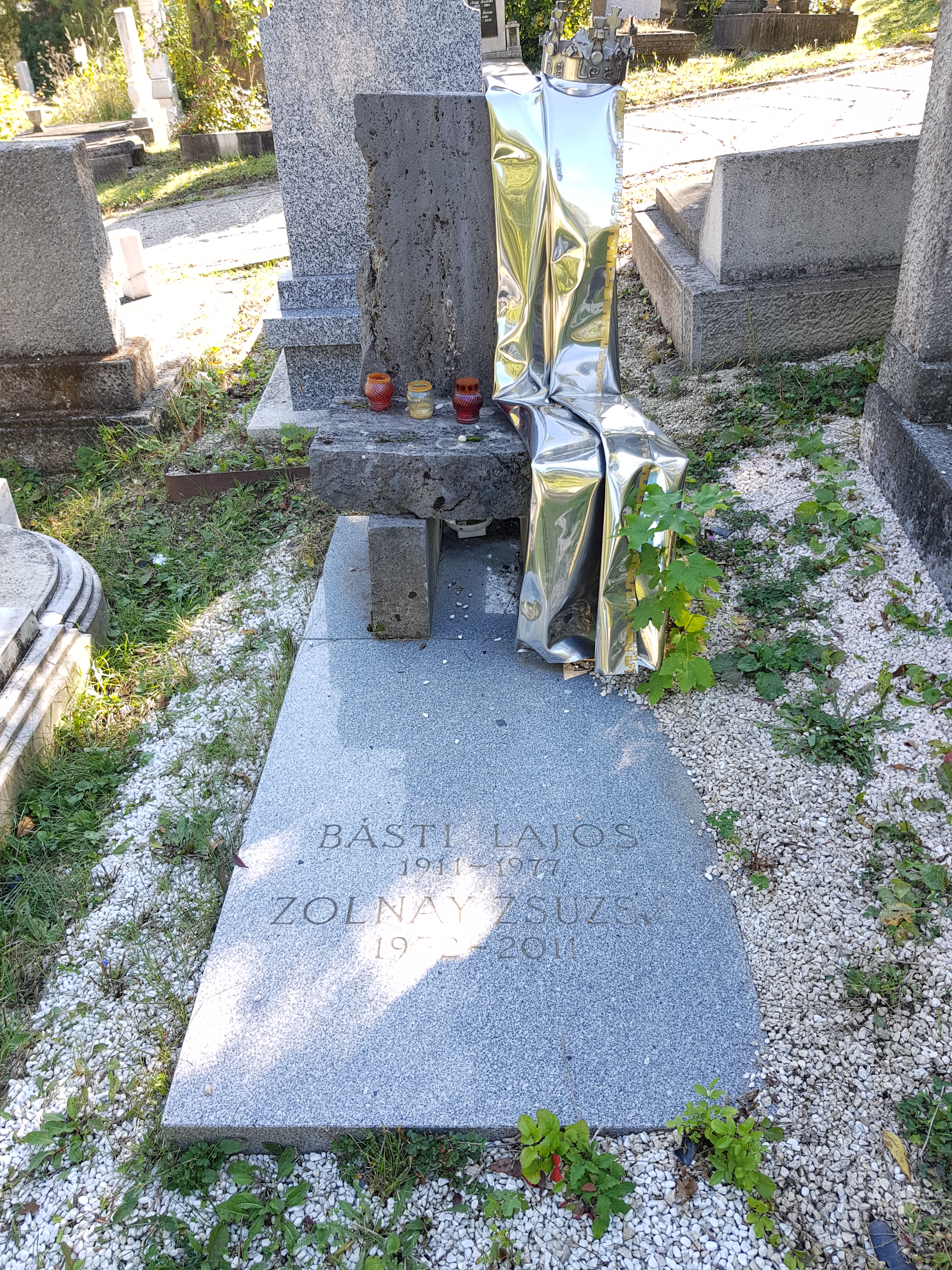
Básti Lajos síremléke a Farkasréti temetőben.

Básti Lajos, született: Berger, névváltoztatások: Beregi (1934), Básthy (1936), Básti (1942) (Keszthely, Osztrák-Magyar Monarchia, 1911. november 17. – Budapest, Magyar Népköztársaság, 1977. június 1.) Kossuth-díjas magyar színész, főiskolai tanár. Őt tartják a 20. század egyik legszebben beszélő magyar színészének.

## Családja
1911. november 17-én született Keszthelyen zsidó származású családban, Berger Lajos néven. Apja Berger Rezső rövidáru-kereskedő, anyja Fuchs Emma volt. 1948-ban vette feleségül Ferrari Violetta (1930–2014) színésznőt, 1955-ben váltak el. Második felesége Zolnay Zsuzsa (1932–2011), Jászai Mari és Aase-díjas színésznő, akivel 1956. október 5-én házasodtak össze, és aki a főiskolán tanítványa volt. Básti Lajos egyetlen rendezésében, Barta Lajos Szerelem című darabjában szerepet is kapott. Az 1955. március 3-án tartott főiskolai vizsgaelőadás további szereplői voltak: Sütő Irén, Schubert Éva, Korompai Vali, Horváth József, Horváth Gyula, Iványi József. Lánya, Básti Juli, napjaink meghatározó, Kossuth-díjas művésze. A család évtizedekig a XII. kerületi Bürök utcában lakott.

## Életpályája
Elemi- és középiskolai tanulmányait szülővárosában végezte. 1935-ben szerzett diplomát a Országos Magyar Királyi Színművészeti Akadémián. Ezután Bárdos Artúr Belvárosi Színházában kezdte pályafutását, 1937-ben szerződött a Vígszínházba, ahol a második és a harmadik zsidótörvény miatt 1939–40-ben már alig kapott szerepet. 1941-ben még játszott a Magyar és az Andrássy Színházban, de azután a háború végéig nem szerepelhetett színpadon. Egy ideig Londonban tartózkodott, mivel londoni karriert is keresett. Noël Cowarddal is találkozott és Pressburger Imre, Mikes György a barátja volt, de meglepetést okozott, mert inkább visszatért Budapestre. Két munkaszolgálat között könyvkiadással és írással foglalkozott.
1945 után a Nemzeti Színház meghatározó művésze. Másfél évtizedig játszotta Gellért Endre klasszikus rendezésében Ádám szerepét Madách Imre Az ember tragédiája című drámájában. Szerepéről könyvet is írt Mire gondolsz, Ádám? címmel (1962). 
1966-ban a Monte-Carlói televíziós fesztiválon elnyerte a legjobb férfiszínész díját az Iván Iljics halála tévéfilmben nyújtott alakításáért. 1968–1972 között a Vígszínház tagjaként Arthur Miller Alku című színművének főszereplőjeként aratott sikert. Visszatérve a Nemzetibe, egyik utolsó nagy alakítása a Lear király (Shakespeare) címszerepe volt. A különösen szép orgánumú Básti fiatalkorában énekes-bonviván szerepekben is bemutatkozott. Később egyik legjelentékenyebb szerepe lett a My Fair Lady musicalben Higgins tanár.
1976-ban tüdőrákot diagnosztizáltak nála, később meg is operálták. A műtét után is vállalt színpadi szerepet, valamint eljátszotta még Torma Gedeon szerepét a Zsurzs Éva által rendezett  Abigél című televíziós sorozatban.
Számos filmszerepe közül emlékezetes a Föltámadott a tenger (1953) – Kossuth megformálásával; Merénylet (1959), Katonazene (1961); Nappali sötétség (1963), A kőszívű ember fiai (1964); Butaságom története (1965, Ruttkai Évával); Egy magyar nábob – Kárpáthy Zoltán (1966) – valamint számos televíziós film.
Kiváló versmondó volt, különösen Arany János balladáival aratott sikert, de a Nagyidai cigányok rádiós változatának narrátoraként is emlékezeteset alkotott. Több verslemeze jelent meg.
1952–1960 között a Színház- és Filmművészeti Főiskola tanára volt.
2023-ban páholyt neveztek el róla a Nemzeti Színházban.

## Színpadi szerepei
A Színházi adattárban regisztrált bemutatóinak száma, 1949-: 86.
- Kosztolányi Dezső–Lakatos László: Édes Anna... Jancsi úrfi
- Tennessee Williams: Az ifjúság édes madara... Thomas Finlay
- Friedrich Dürrenmatt: Játsszunk Strindberget... Edgar
- Katona József: Bánk bán... Petur bán, bihari főispán
- Németh László: VII. Gergely... Desiderius, apát
- Makszim Gorkij: Jegor Bulicsov és a többiek... Jegor Bulicsov
- William Shakespeare: Lear király... Lear
- Madách Imre: Az ember tragédiája: Az Úr hangja
- Nyikolaj Vasziljevics Gogol: A revizor... Ljapkin-Tyapkin, járásbíró
- Maróti Lajos: Az utolsó utáni éjszaka... VIII. Kelemen pápa
- Arthur Miller: Alku... Gregory Solomon
- Páskándi Géza: Vendégség... Dávid Ferenc
- Eugene O'Neill: Eljő a jeges... Theodore Hickman
- Neil Simon: Hotel Plaza... Sam Nash
- Illyés Gyula: Tiszták... Perella Raymond
- Szabó György: Napóleon és Napóleon... Mudson, Sir Lowell főkormányzó
- Henrik Ibsen: Solness építőmester... Halvard Solness
- George Bernard Shaw: A hős és a csokoládékatona... Petkov
- Móricz Zsigmond: Úri muri... Zsellyei Balogh Ádám
- Sükösd Mihály: A kívülálló... Prónay
- Bruckner: Angliai Erzsébet... Fülöp spanyol király
- Strindberg: Haláltánc... Edgar, várkapitány
- Dante: Isteni színjáték... Dante
- Bertolt Brecht: A vágóhidak Szent Johannája... Mauler, a húskirály
- Sánta Ferenc: Éjszaka (Az áruló)... író
- Peter Weiss: A vizsgálat... Harmadik tanú
- Molière: A fösvény... Harpagon
- Németh László: Szörnyeteg... Sárkány Béla, professzor
- Thurzó Gábor: Az oroszlán torka... A miniszter
- Vész Endre: Statisztika... A professzor
- Déry Tibor: Bécs, 1934... Goga Felicián
- Shakespeare: Coriolanus... Menenius Agrippa szenátor
- Salamon Pál: Magadra kiálts... Dr. Meszlényi László
- Shaw–Loewe: My Fair Lady... Higgins professzor
- Comico-tragoedia... Prológ
- Dobozy Imre: Holnap folytatjuk... Ágass László
- Shakespeare: Julius Caesar... Marcus Brutus
- Darvas József: Részeg eső... Balla Géza
- Gábor Andor emlékest (1964, Irodalmi Színpad)
- Miller: A salemi boszorkányok... Danforth, a főkormányzó képviselője
- Szophoklész: Oidipusz király... Oidipusz
- Zalka Máté–emlékest (1962, Irodalmi Színpad)
- Shaw: Barbara őrnagy... Undershaft
- Németh László: A két Bolyai... Bolyai Farkas
- Rose: Tizenkét dühös ember... 8. esküdt
- Lavrenyov: Amerika hangja... Walter Kidd
- Friedrich Schiller: Ármány és szerelem... Ferdinand von Walter őrnagy
- Katona: Bánk bán... II. Endre
- Frisch: Biedermann és a gyújtogatók... Schmitz, díjbirkózó
- Kós Károly: Budai Nagy Antal... Csáky István, erdélyi vajda
- Lope de Vega: Donna Juana... Don Pedro
- Karinthy Ferenc: Ezer év... Rózsa Elemér
- Visnyevszkij: Feledhetetlen 1919... Rodziankó tábornok
- Miroslav Krleűa: A Glembay Ltd... Dr. Theol. et Phil. Silberbrandt Alajos
- Shakespeare: Hamlet... Hamlet
- Gyárfás Miklós: Hatszáz új lakás... Ág István
- Shakespeare: III. Richárd... Buckingham
- Lev Tolsztoj: Anna Karenina... Vronszkij gróf
- Darvas József: Kormos ég... Joó Sándor
- Shakespeare: Macbeth... Banquo
- Aiszkhülosz: A jólelkűek... Apollon
- Illyés Gyula: Az ozorai példa... Csapó Vilmos nemzetőr-őrnagy
- Racine: Phaedra... Theseus, Athén királya
- Shakespeare: Sok hűhó semmiért... Don Pedro
- Shakespeare: Szentivánéji álom... Theseus, Athén ura
- Arbuzov: Tánya... Ignátov
- Jurij Csepurin: Tavaszi áradás... Barszukov
- Ray Lawler: A tizenhetedik baba nyara... Roo
- Osztrovszkij: Vihar... Tyihon
- Benjamin Jonson: Volpone... Leone
- Vörösmarty Mihály: Csongor és Tünde... Csongor
- Ernest Hemingway: Ötödik hadoszlop... Philip Rawlings
- Shakespeare: Antonius és Kleopátra... Sextus Pompeius
- Dumas: A kaméliás hölgy... Duval Armand
- Madách: Az ember tragédiája... Ádám
- Szimonov: Az orosz kérdés... Harry Smith
- Shakespeare: Ahogy tetszik... Orlando
- Armand Salacrou: A gyűlölet éjszakája... Bernard Bazire
- Eisemann Mihály: Egy csók és más semmi... Sándor
- Szántó Armand–Szécsény Mihály: Kihajolni veszélyes... Péter

## Filmjei

### Játékfilmek
| - Szent Péter esernyője (1935) - Wibra György - Az Aranyember (1936) – Kadisa főhadnagy - A megfagyott gyermek (1936) - Kovács István, mérnök - Méltóságos kisasszony (1936) - Gábor - 120-as tempó (1937) - Tibor - Azurexpressz (1938) - Baráth Dénes - Pillanatnyi pénzzavar (1938) - Balogh István - Hazugság nélkül (1945) - Péter - Beszterce ostroma (1948) - Tarnóczy - Tűz (1948) - Gereblyés százados - Egy asszony elindul (1948) - Pándi Tibor (Banga Kálmán régi munkahelyén az igazgató) - Föltámadott a tenger (1953) - Kossuth Lajos - Fel a fejjel (1954) - „szakállas”, a Fővárosi Nagycirkusz igazgatója - Különös ismertetőjel (1955) - Gara - Ünnepi vacsora (1956) - Varsa József - Képek a jövő Budapestjéről (1958) - Narrátor - Gyalog a mennyországba (1959) - Bittera - Merénylet (1959) - Marschalkó Julius | - Három csillag (1960) - Katonazene (1961) - Nappali sötétség (1961) - Megszállottak (1962) – Mezei-Hardt István - A kőszívű ember fiai I-II. (1964) - Rideghváry Bence, adminisztrátor - Butaságom története (1965) - Utószezon (1966) - Egy magyar nábob (1966) – Wesselényi Miklós - Kárpáthy Zoltán (1966) – Wesselényi Miklós - Változó felhőzet (1966) - Tanulmány a nőkről (1967) - Elsietett házasság (1968) - Történelmi magánügyek (1969) - Szerelmi álmok – Liszt 1-2. (1970) - Érik a fény (1970) - Szemtől szemben (1970) - Hahó, Öcsi! (1971) |

### Tévéfilmek
- Vihar a Sycamore utcában (1959)
- Ivan Iljics halála (1965)
- Othello Gyulaházán (1966)
- Nyaralók (1967)
- Hamis Néró (1968) – Varro szenátor
- Az ember tragédiája (1969) – Péter apostol
- A 0416-os szökevény (1970)
- Aranyliba (1972)
- Pirx kalandjai (1973)
- Volpone (1975)
- Shakespeare: II. Richard (1975)
- Bach Arnstadtban (1975)
- A szerelem bolondjai (1976)
- Abigél 1-4. (1977) – Torma Gedeon
- Burok (1972)

## Szinkronszerepei[14]

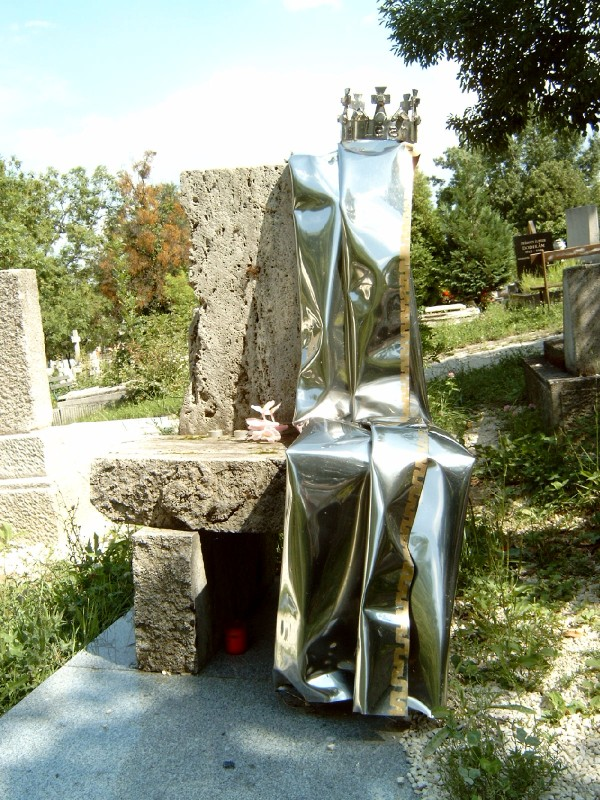
Básti Lajos sírja Budapesten. Farkasréti temető: 22/1-1-74. Varga Imre szobrász műve

- Szentivánéji álom (A Midsummer Night's Dream) [1935] – Zuboly, a takács (James Cagney)
- Győztesek nemzedéke (Pokolenie pobediteley) [1936]
- Zola élete (The Life of Emile Zola) [1937]
- Becsületből elégtelen (Mr. Smith Goes to Washington) [1939] – A szenátus elnöke (Harry Carey)
- A 606-os kísérlet (Dr. Ehrlich's Magic Bullet) [1940] – Dr. Emil Von Behring (Otto Kruger)
- Eső mossa szerelmünket (Det regnar på vår kärlek) [1946] – az esernyős úr (Gösta Cederlund)
- Gilda [1946] – Ballin Mundson (George Macready)
- A nagy óra (The Big Clock) [1948] – Steve Hagen (George Macready)
- Az erőszak árnyékában (Rotation) [1949] – Hans Behnke (Paul Esser)
- A Franchise-ügy (The Franchise Affair) [1951] – Kevin McDermott (Anthony Nicholls)
- Királylány a feleségem (Fanfan la Tulipe) [1952] - XV. Lajos (Marcel Herrand)
- Leszámolás (Razlom) [1952]
- Madame de… [1953] – Fabrizio Donati báró (Vittorio De Sica)
- Erősebb az éjszakánál (The Franchise Affair) [1954]
- Özönvíz előtt (Avant le déluge) [1954]
- Váratlan vendég (An Inspector Calls) [1954] – Poole felügyelő (Alastair Sim)
- A benderathi eset (Zwischenfall in Benderath) [1956]
- Naplemente előtt (Vor Sonnenuntergang) [1956] – Erich Klamroth (Martin Held)
- A férfi a legfelső emeletről (The Man Upstairs) [1958] - Thompson felügyelő (Bernard Lee)
- Igor és társai (Flagi na bashnyakh) [1958] – Anton Szemjonovics Makarenko (Vladimir Yemelyanov)
- A nyomorultak (Les Misérables) [1958] – Jean Valjean / Champmathieu (Jean Gabin)
- Ördögi találmány (Vynález zkázy) [1958]
- Rendszáma H-8 (H-8) [1958]
- Foma Gorgyejev (Foma Gordeev) [1959] – Ignat Gorgyejev (Sergei Lukyanov)
- A komédiás (The Entertainer) [1960] – Archie Rice (Laurence Olivier)
- Menekülés a pokolból (Flucht aus der Hölle) [1960]
- Az utolsó tanú (Der letzte Zeuge) [1960]
- Ki volt dr. Sorge? (Qui êtes-vous, Monsieur Sorge?) [1961] – Hans-Otto Meissner (Hans-Otto Meissner)
- Malachiás csodája (Das Wunder des Malachias) [1961]
- Gyilkosság Gateway-ben (Mord in Gateway) [1962] – (Wilhelm Koch-Hooge)
- A hóhér (El verdugo) [1963] – Börtönigazgató (Guido Alberti)
- Transzport a paradicsomból (Transport z raje) [1963] - David Loewenbach (Zdenek Stepánek)
- Falstaff (Campanadas a medianoche) [1965] - IV. Henrik (John Gielgud)
- Szerelmi körhinta (Das Liebeskarussell) [1965] - Emil Claasen (Gert Fröbe)
- Francia négyes (Quadrille) [1966] – Lord Hubert Heronden (Friedrich Schoenfelder)
- Az ingaóra (Das Pendel) [1967] – Rupeo (Erwin Linder)
- Mezítláb a parkban (Barefoot in the Park) [1967] – Victor Velasco (Charles Boyer)
- Nem születtünk katonának (Vozmezdie) [1967] – Narrátor (Leonid Khmara)
- A hazugság játékai (Male of the Species) [1969] – Narrátor (Laurence Olivier)
- Rémület a levegőben (Terror in the Sky) [1971]
- Sacco és Vanzetti (Sacco e Vanzetti) [1971]
- Sátáni ötlet (Max et les ferrailleurs) [1971] – Felügyelő (Georges Wilson)
- Sztrogoff Mihály (Strogoff) [1971]
- Penny Gold [1974]

## Hangjátékok
- Miklós Jenő: Mókusok (1936)
- Edmond Rostand: Cyrano de Bergerac (1937)
- Gerő Gyula: Huszárok (1937)
- Mátray-Betegh Béla: Karácsony (1937)
- Rino Alessi: Örök ideál (1937)
- Alicia Ramsey: Házassági szerződés (1938)
- Herczeg Ferenc: Három testőr (1938)
- Badar-est (1946)
- Dario Niccodemi: Hajnalban, délben, este (1946)
- Papp Viktor: Hepehupás vén Szilágyban (1946)
- "Vers, muzsika az esőről..." (1946)
- Déry Tibor: Tükör (1947)
- Selma Lagerlöf: A császár látogatása (1947)
- András László: Spanyol éjszakák (1948)
- Békés István: Trónfosztás (1948)
- Déry Tibor: A gyűlölet éjszakája (1948) (rendező)
- Májusi éjszaka (1948)
- A Pickwick-club utazásai - Krónikás: Lenkei Lajos (1948)
- Szász Péter-Vajda István: Hová parancsolja? (1948)
- Török Tamás: Őrszem a sátor előtt (1948)
- A valóság atyja (1948)
- William Shakespeare: Felsült szerelmesek (1948)
- Alexander Puskin: A postamester (1949)
- Alexej Tolsztoj: A vörös kakas (1949)
- Az igazi boldogság (1949)
- George Farquhard: A két szerencsevadász (1949)
- Konsztantin Szimonov: Orosz kérdés (1949) (dramaturg)
- Magyar múzsa (1949)
- Szász Péter: Eggyel többen vagyunk (1949)
- Török Tamás: Őrszem a sátor előtt (1949)
- Vera Ketlinszkaja: Az ifjú város (1949)
- Vörösmarty Mihály: Csongor és Tünde (1949)
- William Shakespeare: Szeget szeggel (1949)
- Abruzov: Tanya (1950)
- Dékány András: A verbunkos cigány (1950)
- Felhők felett (1950)
- Halász Péter: Ma utoljára (1950)
- Carl Goetz: Hókuszpókusz (1950)
- József Attila költészete (1950)
- Kisunokám (1950)
- Lavrenyev: Amerika hangja (1950)
- A mi Csonokaink (1950)
- Móricz Zsigmond: Rokonok (1950)
- Nagy Ignác: Tisztújítás (1950)
- Szász Péter: Zúg a folyó (1950)
- Találkozunk majd Budapesten (1950)
- Vázsonyi Endre: Találkozás az Elbán (1950)
- Dékány András: Repülj fecském (1951)
- Halász Péter: Ma utoljára (1951)
- Kínai versek és dalok (1951)
- Levelek a szerelemről (1951)
- Major Ottó: A Kispörös-család (1951)
- Mosolygós (1951)
- Nyugtalan boldogság (1951)
- Solohov: Csendes Don (1951)
- Petőfi: János vitéz (1951)
- Szász Péter: Két találkozás (1951)
- Thurzó Gábor: Mint az üldözött vad (1951)
- André Stil: Az első összecsapás (1952)
- Egy gondolat bánt engemet (1952)
- Erdőntúli veszedelem (1952)
- Iványi György: Uszályhajó (1952)
- Konsztantin Szimonov: Idegen árnyék (1952)
- Lukovszkij: Az örök éjszaka titka (1952)
- Mándy Iván: Világosság (1952)
- Szimonov, Konsztantin: Orosz kérdés (1952)
- Vajda István: Vak vágányon (1952)
- Diderot: Az apáca (1953)
- Esti sugárkoszorú (1953)
- Harald Hauser: A weddingi per (1953)
- Harriet Beecher-Stowe: Tamás bátya kunyhója (1953)
- Minden jó magvat a béke hint a Földre (1953)
- Szász Péter: Szerenád (1953)
- Aristophanész: Madarak (1954)
- Lermontov: A démon (1954)
- Schiller: Tell Vilmos (1954)
- Tavasz van, gyönyörű (1954)
- Vészi Endre: A küldetés (1954)
- Albert István: Hoffmann meséi (1955)
- Andersen:A kanász (1955)
- Diák, írj magyar éneket! (1955)
- Kreutzer Sándor: A fjordok országában (1955)
- Követek Achilleusznál (1955)
- Palotai Boris: Ünnepi vacsora (1955)
- Paul Éluárd (1955)
- Schiller: Don Carlos (1955)
- Szabó Pál: Tatárvágás (1955)
- Kazakevics: Csillag (1955)
- Trenyov: Két asszony szerelme (1955)
- Vajda István: A Török-utcai eset (1955)
- Albert István: Ének Igor hadáról (1956)
- Karinthy Ferenc: Ezer év (1956)
- John Reed: Tíz nap, amely megrengette a világot (1957)
- Jókai Mór: Egy magyar nábob (1957)
- Andersen: A kislány, aki kenyérre lépett (1958)
- Gondoljátok meg, proletárok! (1958)
- Jókai Mór: Kárpáthy Zoltán (1958)
- Egri Viktor: Örök láng (1958)
- Kazakevics: Csillag (1958)
- Lendvai György: Epeiosz, az Ács (1959)
- Pausztovszkij: Az aranyrózsa (1959)
- Királyhegyi Pál: A ház közbeszól (1960)
- Sándor István: Kölcsey (1960)
- Shakespeare, William: Julius Caesar (1960)
- Ernest Hemingway: Az öreg halász és a tenger (1961)
- Euripidész: Alkésztisz (1961)
- Farkas László: Télesti varázslat (1961)
- Gellért Endre: A kölni kapitány (1961)
- Gerhard Rentzsch: Biztonság: oké! (1961)
- Hollós Korvin Lajos: Hunyadi (1961)
- Jókai Mór: A mosolygó nagy mesemondó (1961)
- Kodolányi János: Vidéki történet (1961)
- Móra Ferenc: Ének a búzamezőkről (1961)
- Nyikolajeva-Geraszimov: Útközben (1961)
- Aiszkhülosz: Agamemnón (1962)
- Csintalan rímek (1962)
- Fehér Tibor: Hold a Tisza felett (1962)
- Friedrich Dürrenmatt: Herkules és Augiász istállója (1962)
- Gárdonyi Géza: Az öreg tekintetes (1962)
- Karlludvig Opitz: A bomba (1962)
- Mándy Iván, László Endre: Robin Hood kalandjai (1962)
- Nyekraszov, Viktor: Hazatérés (1962)
- Passuth László: A holtak nem harapnak (1962)
- Shaw, Irwin: Hazafiak (1962)
- Szerb Antal: A Pendragon legenda (1962)
- "Szeretlek, kedvesem..." (1962)
- Szimonov: Aki a negyedik volt (1962)
- Balássy László: Dal a folyó felett (1963)
- Friedrich Schiller: Ármány és szerelem (1963)
- Juhász Ferenc: Az éjszaka képei (1963)
- Németh László: Sámson (1963)
- Szophoklész: Antigoné (1963)
- „Csak tiszta forrásból…” (1964)
- Forgách András: Derkovits (1964)
- Henrik Ibsen: Solness építőmester (1964)
- Kármán József: Fanni hagyományai (1964)
- Odüsszeusz nyomán Korfuban (1964)
- Vészi Endre: Statisztika (1964)
- Arany János: Toldi szerelme (1965)
- Az emberség gyönyöre - Az ötvenéves Benjámin László köszöntése (1965)
- Katona József: Bánk bán (1965)
- Én barna Rosaliem (1965)
- Lunacsarszkij: Cromwell (1965)
- Dante, Alighieri: Isteni színjáték (1965)
- Homérosz: Odüsszeia (1965)
- Ionesco: A király haldoklik (1965)
- Miroslav Krlezsa: Areteus (1965)
- Költők kórusa (1965)
- Zalai regélő (1965)
- Lukianosz: Zeusz és társai (1965)
- Arany János: Toldi estéje (1966)
- Babits Mihály: Halavány téli rajz (1966)
- Claude Mauriac: Beszélgetés (1966)
- Carr, John Dickson: A császár szelencéje (1966)
- Február (1966)
- Forester, William: Őfelsége kapitánya (1966)
- Giovanni Arpino: Odüsszeusz halála (1966)
- Giraudoux: Trójában nem lesz háború (1966)
- Henke, Helmut: Az óceánok vándora (1966)
- Lope de Vega: Hej Madrid, Madrid! (1966)
- Mikszáth Kálmán: Páva a varjúval (1966)
- Krúdy Gyula: Palotai álmok (1966)
- Sok a szöveg (1966)
- Wolfgang Schreyer: A Walkür-akció (1966)
- Karel Shulz: A kőbe zárt fájdalom (1967)
- Arany János: Buda halála (1967)
- Dürrenmatt, Friedrich: A szamár árnyéka (1967)
- Hunyady Sándor: Nemes fém (1967)
- Jókai Mór: A lőcsei fehér asszony (1967)
- Maltz: Férj és feleség (1967)
- Plautus: A hetvenkedő katona (1967)
- Petőfi Sándor: Az apostol (1967)
- Szemafor (1967)
- Színház (1967)
- Az utolsó felvétel (1967)
- Zolnay Vilmos: Hallasz engem, szívem? (1967)
- Arany László: Délibábok hőse (1968)
- „Béke s tiszta szorgalom” (1968)
- Életem, emlékeim – Benedek Marcell vallomása (1968)
- Graham Billing: Forbush és a pingvinek (1968)
- Lendvai György: A bálvány (1968)
- A partok mellett (1968)
- Racine: Pereskedők (1968)
- Tapintatos indiszkréciók (1968)
- Az emlékmű (1969)
- Gosztonyi János: A nagy lehetetlen (1969)
- Homérosz: Iliász (1969)
- Jurij Nagibin: A visszhang titka (1969)
- Kelet felől... (1969)
- Névaparti muzsikusok - Epizódok Pétervár zenei múltjából (1969)
- Litauszky István: A szív szocialistája (1969)
- Thackeray: Henry Esmond (1969)
- Tom Stoppard: Albert hídja (1969)
- Vészi Endre: Lélek és pofon (1969)
- Zrínyi Miklós: Szigeti veszedelem (1969)
- Wilde: Dorian Gray arcképe (1969)
- Agatha Christie: Gyilkolni könnyű (1970)
- Arany János: Jóka ördöge (1970)
- Balzac, Honoré de: Goriot apó (1970)
- Déry Tibor: Anna néni (1970)
- Déry Tibor: A ló (1970)
- Harriet Beecher-Stowe: Tamás bátya kunyhója (1970)
- Homérosz: Odüsszeia (1970)
- Hubay Miklós: Magnificat (1970)
- Ollier, Claude: Merénylet egyenes adásban (1970)
- Pódium '70 – New York (1970)
- Tragédia '70 (1970)
- Vihar Béla: Az utas (1970)
- Wolfgang Hildesheimer: Heléna, az áldozat (1970)
- Agatha Christie: Doktor Christow halála (1971)
- Arthur Miller: A macska és a vízvezetékszerelő, aki férfi volt a talpán (1971)
- Gardner, Erle Stanley: A Bedford-gyémántok (1971)
- Hegedűs Géza: Szemiramisz szerelme (1971)
- Legenda a költőről és a királyról (1971)
- Emberek, sorsok (1971)
- Őszi köd Stratfordban (1971)
- Maróti lajos: A kolostor (1971)
- Mesterházi Lajos: Hobby (1971)
- Somogyi Tóth Sándor: Tigris vagy birka (1971)
- Sőtér István: Eötvös József élete és művészete (1971)
- Székely Júlia: Chopin Párizsban (1971)
- Történet a szerelemről és a halálról (1971)
- Bukovcan, Ivan: Majdnem isteni tévedés (1972)
- Günther Kunert: Idővel tűz támad (1972)
- Heltai Jenő: Az én második feleségem (1972)
- Könyörgés a Naphoz: Grúz költészet (1972)
- Plautus: A hetvenkedő katona (1972)
- Sólyom László: Játék a nádasban (1972)
- Dénes István: Vitéz Mihály ébresztése (1973)
- Kane, Henry: Peter Chambers egy napja (1973)
- Karinthy Frigyes: Megnyomok egy gombot (1973)
- Nem leszek az unokád! (1973)
- Emlék (1974)
- Nemes György: Aki húsz éves koromig voltam (1974)
- Ratkó József: Éneklő időt... (1974)
- Ketten beszélnek - a kultúráról (1974)
- Remény és gyűlölet (1975)
- Cepceková, Elena: Vadszegfű a domboldalon (1975)
- Doderer, Helmito von: Törpék a páncélszekrényben (1975)
- "A kor falára" - Áprily Lajos költészete (1976)
- Albert Zsuzsa: „Kék, tavaszi fátyol” (1976)
- Erich Kästner: Három ember a hóban (1976)
- Honoré de Balzac: Betti néni (1976)
- Horgas Béla: Álomvásár (1976)
- Jókai Mór: Rab Ráby (1976)
- A költő veri a dobot (1976)
- Magyar földön latinul - Janus Pannonius műveiből (1976)
- Mándy Iván: A pincér éjszakája (1976)
- Mihail Bulgakov: A Mester és Margarita (1976) – Woland
- Olgeborge kapitány (1976)
- Szakonyi Károly: Nő arcképe, háttérrel (1976)
- Angyalok citeráján: Dsida Jenő költészete (1977)
- Gyárfás Endre: Buddha (1977)
- James Fenimore Cooper: Az utolsó mohikán (1977)
- Kurt Tucholsky: Helyek a Paradicsomban (1977)
- Luca Caragiale: Kánikula (1977)
- Pedro Calderon de la Barca: Az élet álom (1977)

## Díjai, elismerései
- Érdemes művész (1954)
- Kossuth-díj (1955)
- Kiváló művész (1963)[15]
- SZOT-díj (1965)
- Munka Érdemrend arany fokozata (1971)[16]

## Könyvei
- Sziréna. Novellák, tárcák, rajzok; May Ny., Bp., 1942
- Mire gondolsz Ádám?; Magvető, Bp., 1962

## Emlékezete
- Sírja a Farkasréti temetőben látogatható.
- Születése centenáriumára, 2011-ben a Magyar Posta Zrt. bélyeget bocsátott ki.
- 2023-ban a Nemzeti Színházban páholyt neveztek el róla.[17]